# Ourapteryx pseudebuleata
Ourapteryx pseudebuleata är en fjärilsart som beskrevs av Inoue 1995. Ourapteryx pseudebuleata ingår i släktet Ourapteryx och familjen mätare. Inga underarter finns listade i Catalogue of Life.